# 赵姨娘
赵姨娘是中国古典小说《红楼梦》中的人物。她是榮國府二老爺贾政的妾室，贾探春和贾环的生母。是小说中典型的反面人物:30。读者对她的评价不尽相同。清代评论者多评价为“愚恶”、“蠢恶”、“呆恶”之类。当代研究者或沿袭清代观点，对她贬斥、厌恶。或持相反观点:121—122。有数位当代研究者认为她是一夫一妻多妾制婚姻中，“受害的坏人:33”。亦是小说描写的妾室群体中“一个多少有点反抗性格的:97”。

## 人物相关
小说《红楼梦》中，贾政正妻是王夫人，妾室有赵姨娘、周姨娘二人:97。赵姨娘正式出场见其言行，只有三四处。侧面涉及的描写只有四五处:30。
书中，赵姨娘、周姨娘的地位、年龄相当，形象性格却相反。赵姨娘不甘现状、每每生事，周姨娘安于现状、与世无争。当代研究者认为造成两人差别的原因是：周姨娘未生育儿女、无牵挂，赵姨娘生有儿女、对嫡庶待遇差别有所反抗:97—98。赵姨娘是家生奴仆出身，身份低微。本是小廝與放出去的婢女所生的女兒，但年輕貌美，故被納為侍妾。然她言语粗俗，最喜搬弄是非，陰險狠毒，不被府中人敬重。尽管生下一子一女，她亦无法享受身为主子的待遇，是“半主子、半奴才”身份，实际地位还比不上高等的丫环:98、有地位的仆妇:32。她和贾政的嫡妻王夫人、管家奶奶王熙鳳都有矛盾，贾母亦当着众人骂她。女儿賈探春與她的关系也很敌对，按照嫡庶，不承认她的兄弟是自己的舅舅:129。
第25回中，她因嫉妒賈宝玉比贾环受宠而让马道婆对熙鳳、宝玉用巫术诅咒。第55回中，她因不满弟弟赵国基去世后贾府的赏银量，待遇不如襲人（贾宝玉的准侍妾），和代理家务的女儿探春争吵:98。第60回中，家里的女伶芳官用茉莉粉谎称蔷薇硝给贾环，她知道后当众辱骂并打了芳官。第72回，仆妇来旺家的想娶彩霞为自己的儿媳。彩霞求助于赵姨娘。赵姨娘向贾政提出，让彩霞成为贾环的妾，贾政没有同意。立即有人打断两人谈话，并向贾宝玉通风报信:32。第75回，众人为王熙凤过生日出份子。王熙凤要求询问周姨娘、赵姨娘的意见，“拘来咱们乐”。尤氏打抱不平，“又拉上这两个苦瓠子干什么？”平儿虽认为赵姨娘“倒三不着二”，但叫大家不要“有事就赖她”:33。
当代研究者指出，依照书中描写，赵姨娘与贾政的相处“似乎始终不错”。而书中的交代也暗示，依照贾府纳姨娘的“规矩”，赵姨娘原应是贾府“女奴中颇为拔尖的一个人物”:123—124。有研究者亦持同类观点，认为赵姨娘在年轻时是一位“容貌俊俏、聪明能干、言行举止都比较出类拔萃的人儿:31”。研究者亦或按照賈寶玉关于女人“宝珠——死珠——鱼眼睛”的理论，将晴雯与赵姨娘类比:124—125。

## 评价
- 脂砚斋评价赵姨娘为“愚恶”[2]:121
- 姜祺的判词：“讬质蠢愚赋性偏，含沙兴浪费周旋。女生不肖真堪幸，有子翻嫌太象贤[2]:121”。
- 姚燮：“天下之最呆、最恶、最无能、最不懂者，无过赵氏[2]:121”。
- 涂瀛：“今将赵姨娘合水火五味而烹炮之，不徒臭虫、疮痂也，直狗粪而已矣。而贾政且大嚼之有余叶焉，岂所赏在德耶？”[2]:121